# シバの女王の乗船
『シバの女王の乗船』（シバのじょおうのじょうせん、仏: L'Embarquement de la reine de Saba, 英: The Embarkation of the Queen of Sheba）は、フランスバロック時代の古典主義の画家クロード・ロランが1648年に制作した絵画である。油彩。主題は『旧約聖書』「列王記上」第10章および「歴代誌下」第9章で語られているイスラエルの王ソロモンとシバの女王のエピソードから取られている。
画家の代表作として知られる本作品はロンドンのナショナル・ギャラリーが1824年の設立に際して最初に取得した38点の絵画作品の1つである。前年の1823年に所有者である銀行家ジョン・ジュリアス・アンガースタインが死去したとき、イギリスは当時国内で最も素晴らしいと呼ばれたコレクションを国立の美術館の基礎とするために購入した。このうちクロード・ロランの絵画は5点あり、残りの4作品は『聖ウルスラの乗船』、『海港』、『ディアナによって再会したケファロスとプロクリス』、そして本作品の対として制作された『イサクとリベカの結婚のある風景』である。いずれもナショナル・ギャラリーに所蔵されている。

## 主題
シバの女王は『旧約聖書』「列王記上」10章と「歴代誌下」9章、『コーラン』、およびエチオピアの歴史の中で言及される古代の王国シバの支配者である。その王国は考古学によって現在のエチオピアとイエメンの領域に位置していたと推定されている。『旧約聖書』によると女王はソロモン王の偉大な知恵を聞き、イスラエルを訪問して、王に面会し、様々な難問で王の知恵を試そうと考えた。そこで女王は従者を従え、莫大な財宝と香料を携えてやって来たが、ソロモン王に答えられないものはなかった。エチオピアの伝説によると、シバの女王は王の知恵と富に感銘を受けて一神教に改宗した。また女王はイスラエルに長期滞在し、ソロモンとの間に子供が生まれたと伝えている。

## 制作経緯
もともと本作品はローマ教皇イノケンティウス10世の甥カミーロ・パンフィーリ枢機卿によって、対となる『イサクとリベカの結婚のある風景』とともに発注された。しかしカミーロは母親の推薦する結婚相手がいたにもかかわらず、叔父イノケンティウス10世の戴冠式で出会ったオリンピア・アルドブランディーニに恋をし、彼女が夫と死別した後、彼女と結婚するために枢機卿を辞任した。しかし彼の母やイノケンティウス10世から結婚を快く思われなかったために、2人はローマを去らなければならず、カミーロの母が死去する10年後までローマに戻ることができなかった。これは絵画が完成する少し前に起きた出来事であり、受け取り手を失った絵画は最終的に別の顧客であったブイヨン公フレデリック・モーリス・ド・ラ・トゥール・ドーヴェルニュのために制作されることとなった。この人物は画家と同じフランスの出身で、当時、イノケンティウス10世の軍の将軍を務めていた。そのため、絵画には画家の署名と日付およびブイヨン公のために制作した旨が記されている。

## 作品

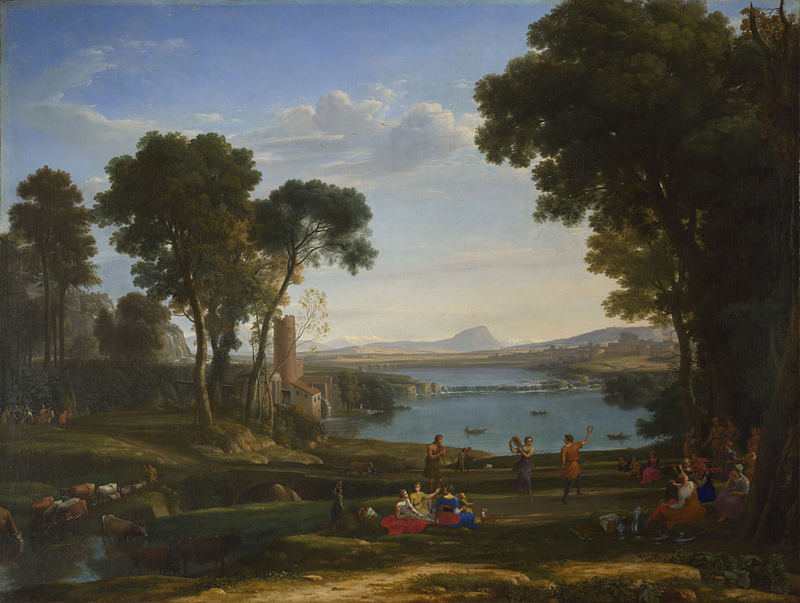
1648年の対作品『イサクとリベカの結婚のある風景』。ロンドン、ナショナル・ギャラリー所蔵。

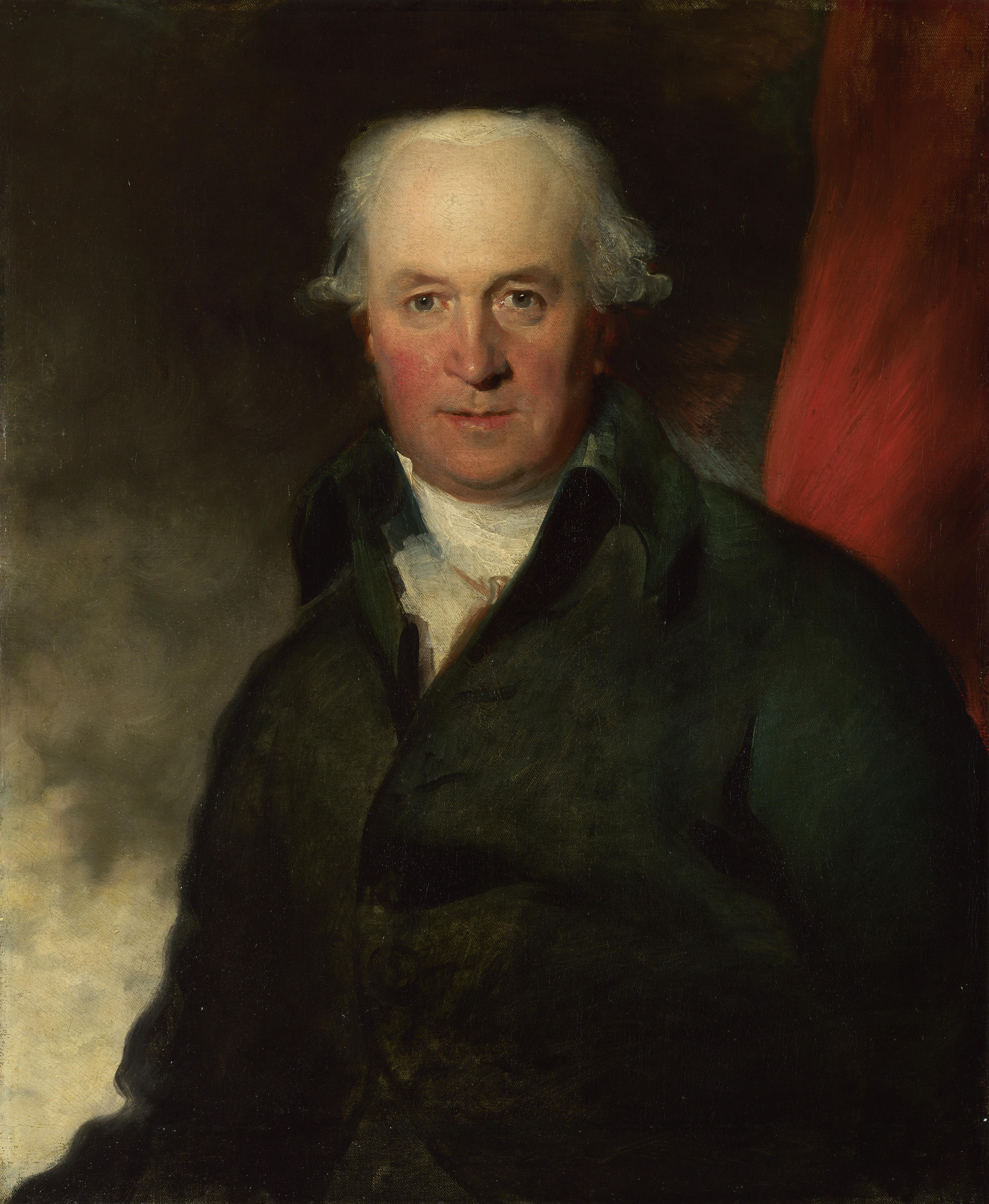
トーマス・ローレンスが1790年頃に描いたジョン・ジュリアス・アンガースタイン。ナショナル・ギャラリー所蔵。

クロード・ロランはイスラエル王ソロモンを訪問するために出発するシバの女王を描いている。早朝の太陽が海を照らす中、女王は古典的建築物に囲まれた港を出発しようとしている。彼女は侍女たちを従えて階段を下りて行き、ガレオン船に乗船するために待機させているボートに乗り込もうとしている。女王は赤のチュニック、ロイヤルブルーのマント、金色の王冠を身に着けている。『旧約聖書』によると女王は莫大な金品と香料をイスラエルにもたらしたとあり、女王に従う侍女たちはそうしたダビデ王への贈物を手に持っている。その光景を市民のある者は立ち、ある者は階段に座り、あるいはもたれかかりながら見ている。また船乗りたちがイスラエルに運ぶ積み荷を荷揚げする一方、海上で停泊しているガレオン船上では忙しげに出航の準備を進めている。空では飛んでいる鳥の群れが眺望できる。
これはクロード・ロランが描いた数多くの港のシーンの1つではあるが、通常、この主題で描かれるのはシバの女王とソロモン王が出会う場面であり、イスラエルに出発する女王を描いたクロード・ロランの選択は図像学的に珍しい。構図は遠近法の線（階段）と強い垂直線（画面の右側の建物の柱廊の列）の交点で、右側の階段にいる人々のグループに目を向けさせる。
画面右下隅の最後の階段にはブイヨン公フレデリックが描かれており、フレデリックの主題に対する関心の深さがうかがわれる。
構図においてクロード・ロランはルプソワールと呼ばれる技法、地平線の奥行きの空間回帰の感覚を与えるレイヤーを描く方法を使用した。太陽の光と周囲の建築物の暗さのコントラストはまた空に深みを与える効果を引き起こす。色調を微調整するアーティストの熟練した技術はこの奥行き感を巧みに実現しており、絵画の空間が後退するにつれて色をより涼しい色調に段階的に変化させている。黄土色の黄色とチタンホワイトのグラデーションで実現された夜明けの色は、他の数人のバロック時代の芸術家がなんとか成功した絵画における光のキャプチャが完璧であることを示しており、ディエゴ・ベラスケスやヨハネス・フェルメールなどの巨匠の作品に匹敵するものとなっている。また藍色と黄土色が組み合わされた海の配色も注目に値する。緑がかった色調で水面の光の反射を完全に捉えている。
両絵画は『旧約聖書』の異なる物語を主題としているが、どちらも男女関係に関する物語である。人がにぎわう都市の港と静かな田舎の風景は対照的であり、絵画世界の中心人物たちはそれぞれ左右を建築物あるいは木々に囲まれ、海あるいは大きな川を背景としている。またどちらの絵画も背景に塔が描かれている。クロード・ロランが絵画に塔を描くことは珍しくないが、対作品のどちらも塔を描いていることは特別な意味があると考えられている。というのも、フレデリックの姓ド・ラ・トゥール・ドーヴェルニュ（de la Tour d'Auvergne）とは「オーヴェルニュの塔」を意味し、またその一族は石造りの塔を紋章とした。そこで『シバの女王の乗船』の右側および『イサクとリベカの結婚のある風景』の左側に立つ丸い塔は彼を表す象徴と考えられる。

## 来歴
1648年に完成した『シバの女王の乗船』および『イサクとリベカの結婚のある風景』はブイヨン・クロード（Bouillon Claudes）と呼ばれ、18世紀を通してブイヨン公爵家が所有した。フランス革命後の1794年、フレデリックの5代目の子孫で、ブイヨン公の後継者であるジャック・レオポルト・ド・ラ・トゥール・ドーヴェルニュが投獄され、財産も没収されたが、両作品は約2メートルもの大きなサイズかつ絵画の持つ名声にもかかわらず押収を免れた。
19世紀初頭になって、パリの美術商エラール（Érard）から、両絵画を8,400ポンドで購入したのが銀行家、美術コレクターとして有名なジョン・ジュリアス・アンガースタインであった。彼の死後、絵画は他のコレクションとともに国家によって購入され、1824年にナショナル・ギャラリーの設立とともに同美術館に所蔵された。

## 影響
本作品および本作品と同様のクロード・ロランの作品は風景画家ジョゼフ・マロード・ウィリアム・ターナーにインスピレーションを与え、『カルタゴを建設するディド』（Dido Building Carthage, 1815年）と『カルタゴ帝国の滅亡』（The Decline of the Carthaginian Empire, 1817年）を描かせた。ターナーはカルタゴに関する作品のうち『カルタゴを建国するディド』と『もやの中を昇る太陽』（Sun rising through Vapour）をクロード・ロランの対作品の横に展示されることを条件に、ターナー遺贈の一部として国に残した。ターナーの作品の多くはテート・ギャラリーに所蔵されたが、『カルタゴを建国するディド』と『もやの中を昇る太陽』をはじめとするいくつかの絵画がナショナル・ギャラリーに所蔵されている。

## ギャラリー
アンガースタインのコレクションから購入されたクロード・ロランの残りの絵画は次の通り。

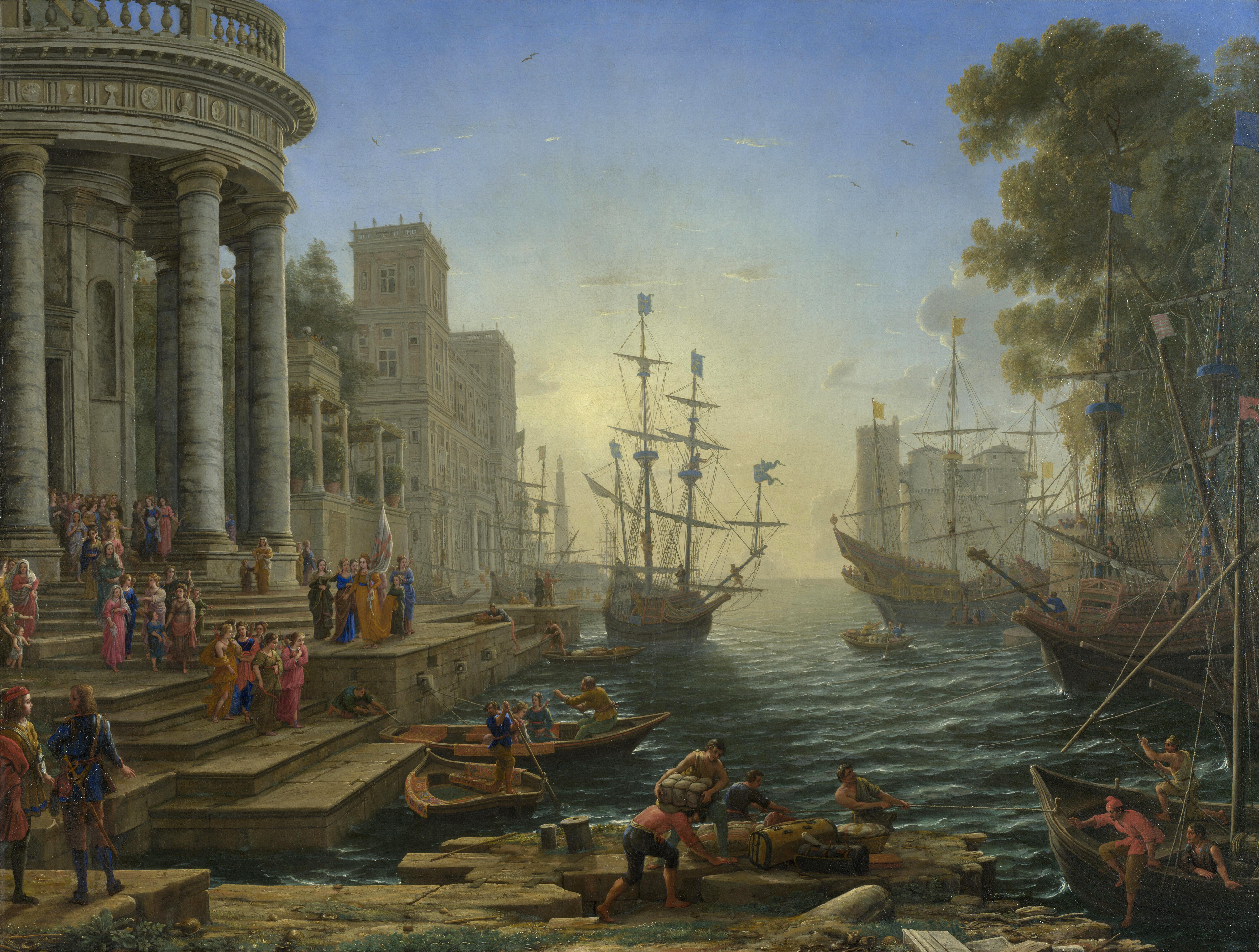
『聖ウルスラの乗船』 1641年
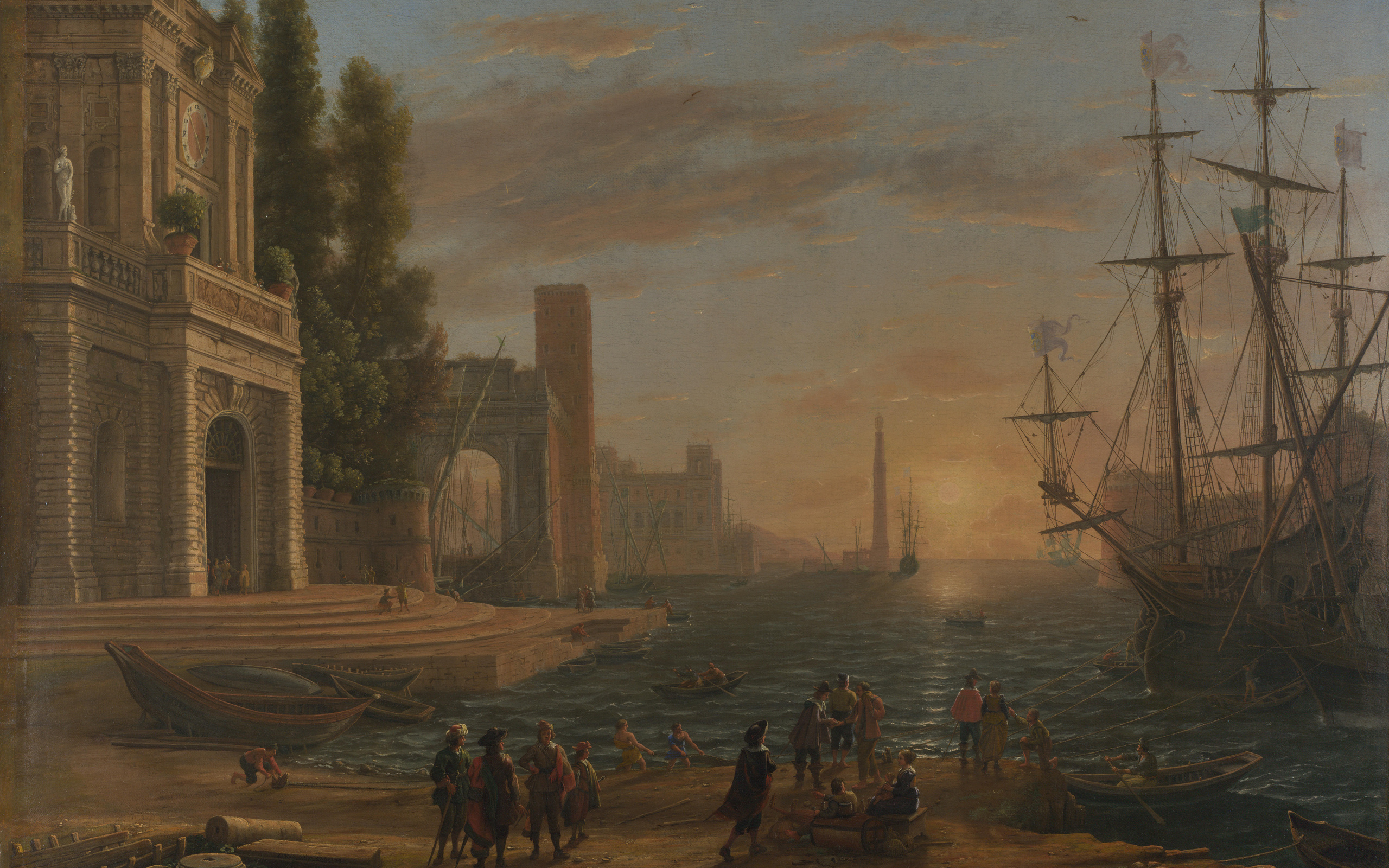
『海港』 1644年
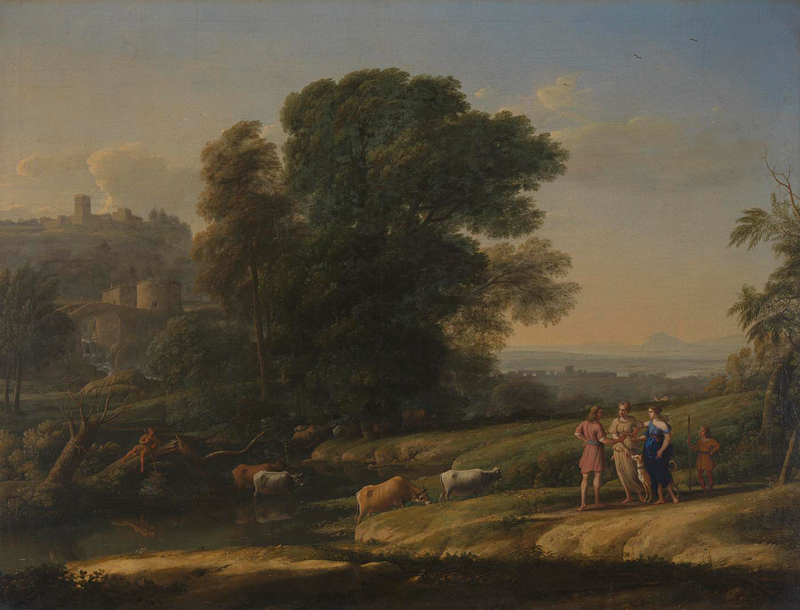
『ディアナによって再会したケファロスとプロクリス』1645年

ターナーが本作品などのクロード・ロランの絵画に影響を受けて描いたカルタゴの作品は次の通り。

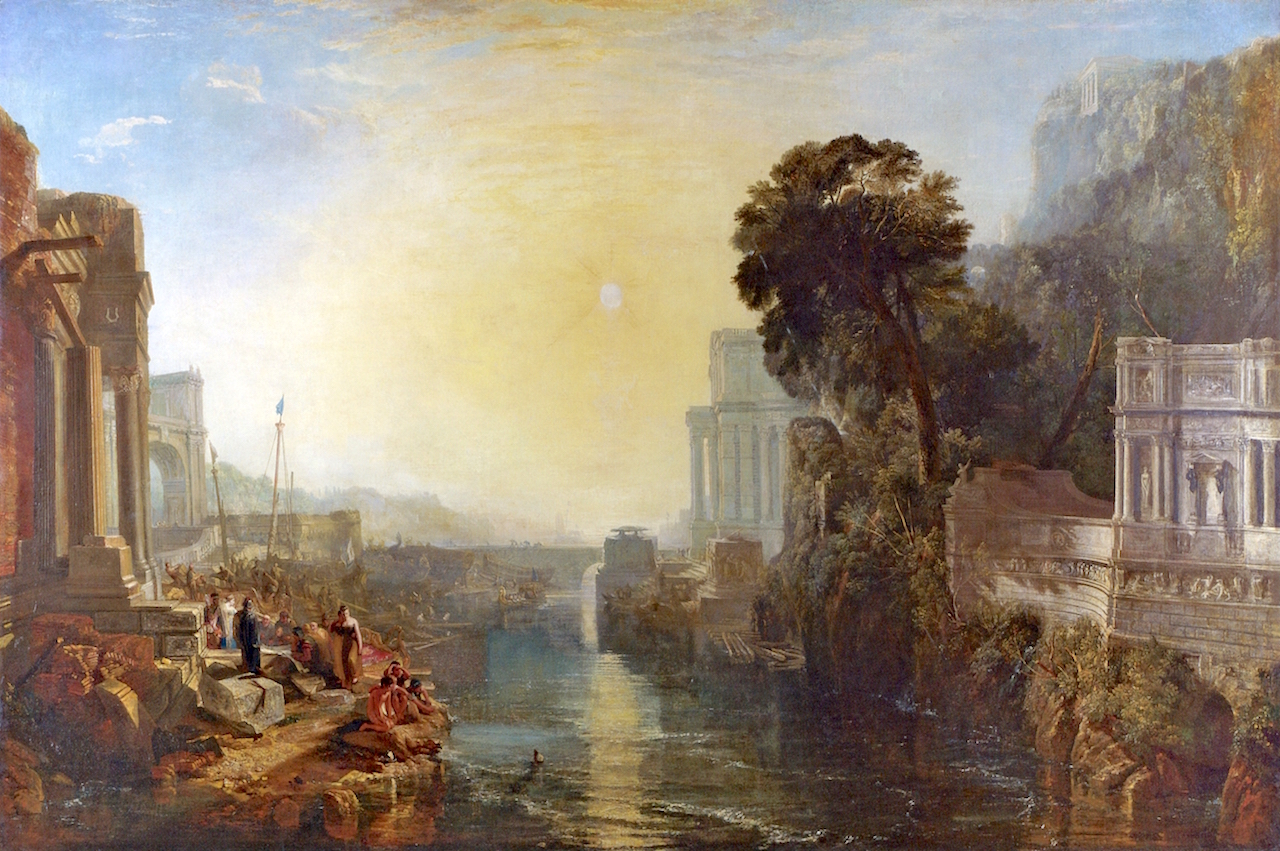
ターナー『カルタゴを建設するディド』1815年
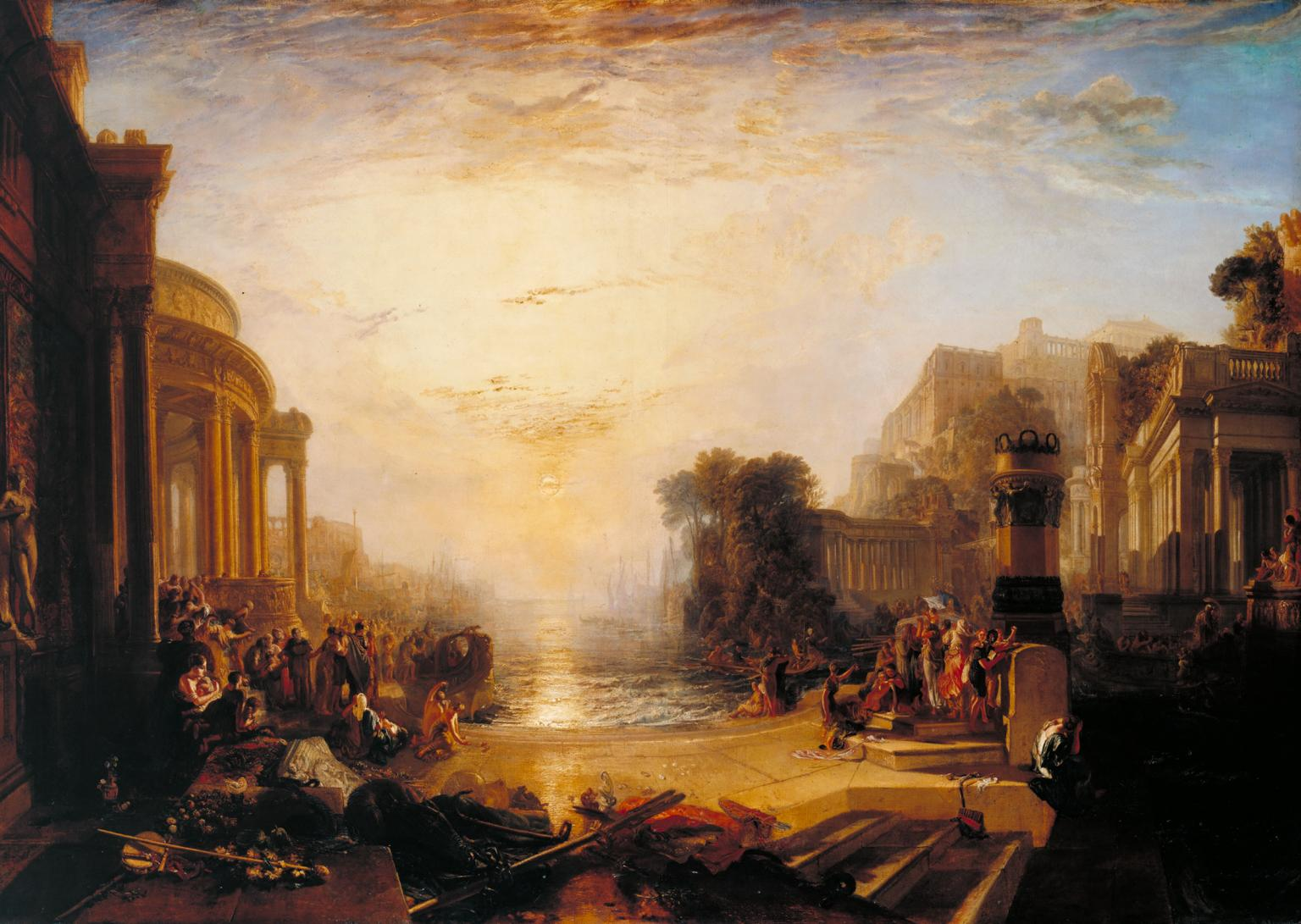
ターナー『カルタゴ帝国の滅亡』1817年
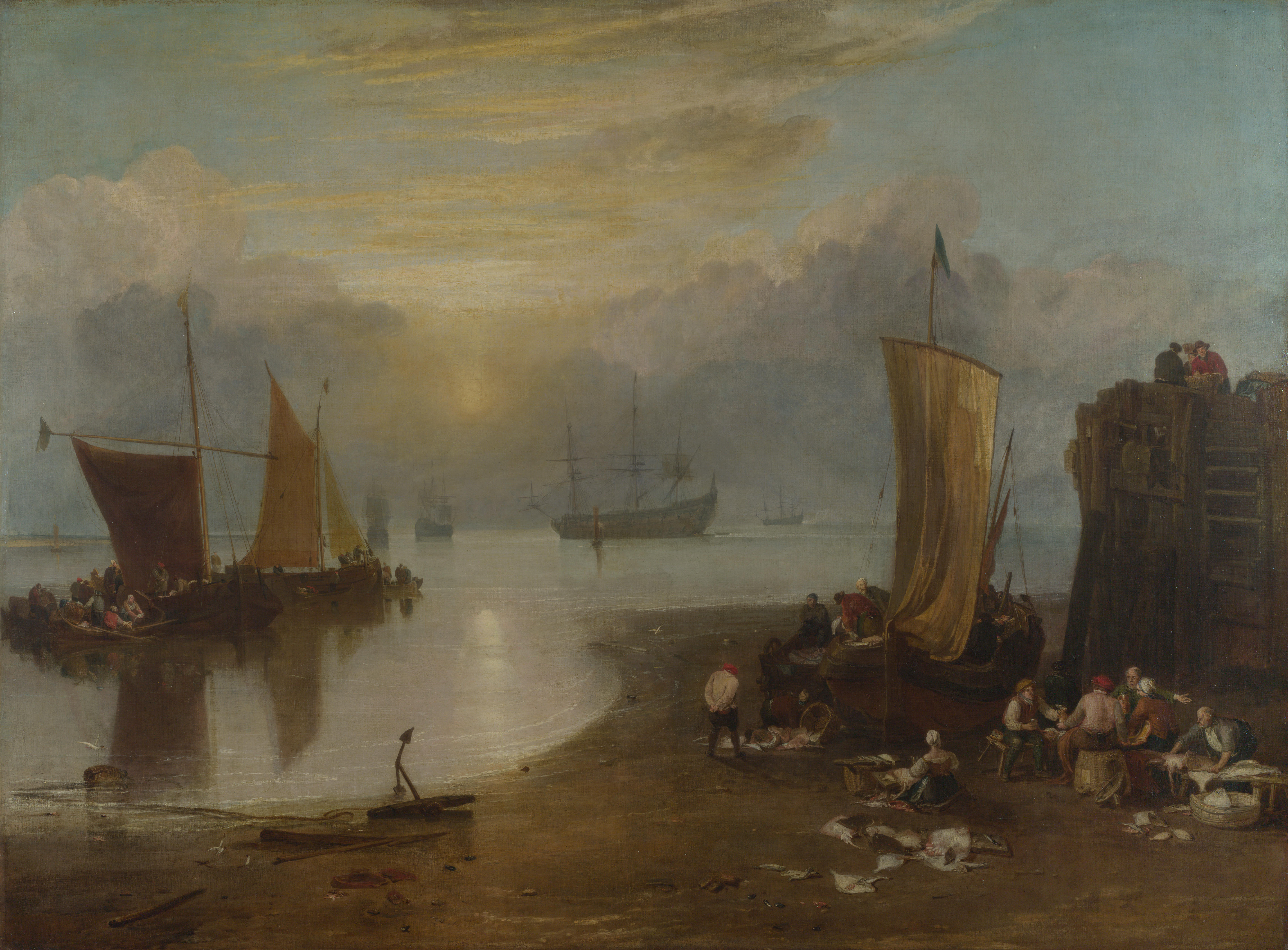
ターナー『もやの中を昇る太陽』1807年